# 切里瓦利 (紐約州村)
切里瓦利（英語：Cherry Valley）是位於美國紐約州奧齊戈縣的村。

## 人口
根據2020年美國人口普查的數據，切里瓦利的面積為1.32平方千米，皆為陸地。當地共有人口467人，而人口密度為每平方千米354人。